# 伊號第六潛艦
| 伊6      |                                                                      |
| 艦歷     |                                                                      |
| 计划     | 1931年度(マル1計画)                                                  |
| 开工     | 1932年10月14日                                                       |
| 下水     | 1934年3月31日                                                        |
| 就役     | 1935年5月15日竣工                                                    |
| 结局     | 1944年6月30日确定喪失                                                |
| 除籍     | 1944年9月10日                                                        |
| 性能諸元 |                                                                      |
| 排水量   | 标称：1,900吨 常规：2,243吨 水中：3,061吨                            |
| 全長     | 98.50m                                                               |
| 全幅     | 9.06m                                                                |
| 吃水     | 5.31m                                                                |
| 機関     | 艦本式1号甲7型ディーゼル2基2軸 水上：8,000馬力 水中：2,600馬力       |
| 速力     | 水上：20.0kt（计划）、21.3kt（性能试验结果） 水中：7.5kt             |
| 航続距離 | 水上：10ktで20,000海里 水中：3ktで65海里                             |
| 燃料     | 重油：580吨                                                          |
| 乗員     | 68名                                                                 |
| 兵装     | 12.7cm高角砲1門 13mm机枪1挺 53cm鱼雷发射管 艦首4門、艦尾2門 魚雷17枚 |
| 航空機   | 水偵1機（1具吴式1号3型射出機）                                       |
| 備考     | 安全潜航深度：80米                                                   |

伊号第六潜水艦 （いごうだいろくせんすいかん）是一艘大日本帝国海軍潜水艦。艦級为巡潜2型，没有同型艦。自太平洋战争开战初期就开始参加战斗。1942年1月12日对萨拉托加号进行魚雷攻撃，之后执行貨物船的击沉以及輸送运输任务。1944年6月30日在塞班岛附近失去行踪，之后确定沉没。沉没的详细原因不明。

## 建造
伦敦海军条约下计划的マル1计划中建造1艦伊1型（巡潜1型）潜艇的改良型。为了在不增大排水量的情况下提升水上航行速度而对船图进行修改，如进行船体的改良。为了装置射出機而去掉了1門高角砲，取而代之的是为1挺强化过的13mm机枪。魚雷减少为17枚。
航空武器方面在新造时与伊5是几乎一样的在艦体后部装置有格納筒和1具射出機。此后需要弹射出水上飞机时从甲板后方弹出，有人指出这样的设计是否具有实用性。開战時并没有配置搭乗員，推测与伊5一样可能已经撤去射出機。
主引擎为潜艇首次采用的艦本式柴油机。据说是由于考虑到可能会在热带地区作战的情况。

## 艦歷
- 1935年5月15日 在神户川崎造船所竣工，船籍编入横須賀鎮守府
- 1940年11月15日 编入第6艦隊第2潜水战隊第8潜水隊
- 1941年11月16日 从横須賀出港，参加夏威夷作战
- 1942年1月12日 在夏威夷岛西南侧以鱼雷攻击美军航空母舰萨拉托加号，两枚魚雷命中
  - 2月14日 从横須賀出港，向爪哇岛、印度洋方面推进。ボンベク海域击沉两艘貨物船。
  - 6月20日 从横須賀出港，前往阿留申群岛方向
- 1943年2月26日 横須賀出港、豪州東岸进行機雷的敷設
  - 4月4日 执行从拉包尔出港至莱城的輸送任務，共9次
  - 7月1日 从横須賀出港，支援基斯卡岛撤退作战
  - 10月30日 从横須賀出港，前往拉包尔执行輸送任務
- 1944年6月15日 横須賀出港，去往塞班岛方向
  - 6月30日 是日最后的連絡以后消息不明，同日确定沉没。104名船员全員战死
  - 9月10日 除籍

## 歴代艦長

### 舾装員長
1. 貴島盛次 中校：1934年8月25日-

### 艦長
1. 貴島盛次 中校：1935年5月15日-
2. 長井武夫 少校：1935年5月25日-
3. 岡田有作 中校：1936年12月1日-
4. 大山豊次郎 中校：1937年11月15日-
5. 永井宏明 中校：1939年11月1日-
6. 楢原省吾 中校：1940年10月30日-
7. 稲葉通宗 少校：1941年1月31日-
8. 中村省三 少校：1942年5月23日-
9. 井筒紋四郎 少校：1942年12月15日-
10. 下瀬吉郎 少校：1943年5月20日-
11. 篠原茂夫 大尉：1944年4月30日-
12. 普門正三 少校：1944年5月27日-